# (9329) Nikolaimedtner
(9329) Nikolaimedtner es un asteroide perteneciente al cinturón de asteroides, región del sistema solar que se encuentra entre las órbitas de Marte y Júpiter, descubierto el 2 de marzo de 1990 por Eric Walter Elst desde el Observatorio de La Silla, Chile.

## Designación y nombre
Designado provisionalmente como 1990 EO. Fue llamado así por Nikolai Medtner (1880-1951) quien fue un compositor y pianista ruso de ascendencia báltica. Creó tres conciertos y 14 sonatas para piano y numerosos ciclos para piano y lieder. Es el autor de The Muse and the Fashion.

## Características orbitales
Nikolaimedtner está situado a una distancia media del Sol de 2,289 ua, pudiendo alejarse hasta 2,499 ua y acercarse hasta 2,079 ua. Su excentricidad es 0,092 y la inclinación orbital 5,989 grados. Emplea 1264,85 días en completar una órbita alrededor del Sol.
Pertenece a la familia de asteroides de (4) Vesta.

## Características físicas
La magnitud absoluta de Nikolaimedtner es 14,22. Tiene 4,110 km de diámetro y su albedo se estima en 0,346. 